# Phare de Grand Marais

Le phare de Grand Marais (en anglais : Grand Marais Light), est un phare du lac Supérieur situé à l'extrémité d'un brise-lames dans la ville de Grand Marais, dans le comté de Cook, Minnesota.

## Historique
Le phare d'origine avait été établi en 1886. C'était une tour pyramidale en bois de 9,5 m de haut. Il était équipé d'une lentille de Fresnel Sautter & Cie de cinquième ordre.
Lorsque le brise-lames a été agrandi en 1922, l'ancienne tour en mauvais état a été remplacé par une tour préfabriquée en acier. Celle-ci est toujours opérationnelle et a bénéficié du transfert de la lentille de Fresnel d'origine.
La maison du gardien d'origine à terre est maintenant exploitée en tant que musée historique du comté de Cook, le Lightkeeper's House Museum  depuis 1966. Le musée présente des expositions sur l'histoire, l'industrie et la culture de la région.

## Description
Le phare actuel est une tourelle pyramidale en acier à claire-voie de 10 m de haut, avec une galerie et une lanterne au-dessus d'un local technique. Le phare est peint en blanc et le toit de la lanterne est rouge.
Il émet, à une hauteur focale de 15 m, un  éclat blanc par période de 2.5 secondes. Sa portée n'est pas connue. Il est équipé d'une corne de brume émettant deux souffles toutes les 30 secondes, en cas de nécessité.
Identifiant : ARLHS : USA-330 ; USCG :  7-16615 .

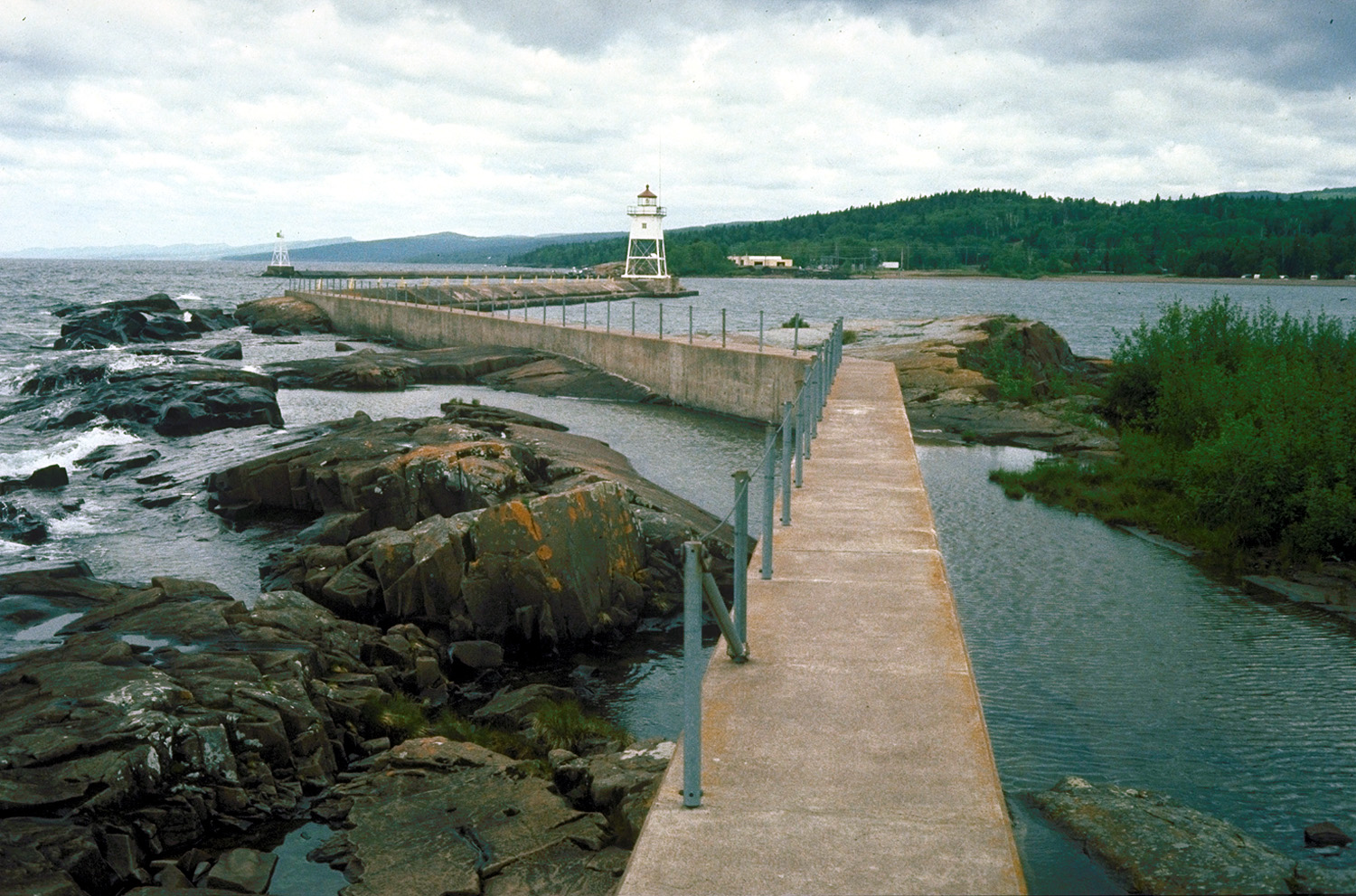
Entrée du port de Grand Marais
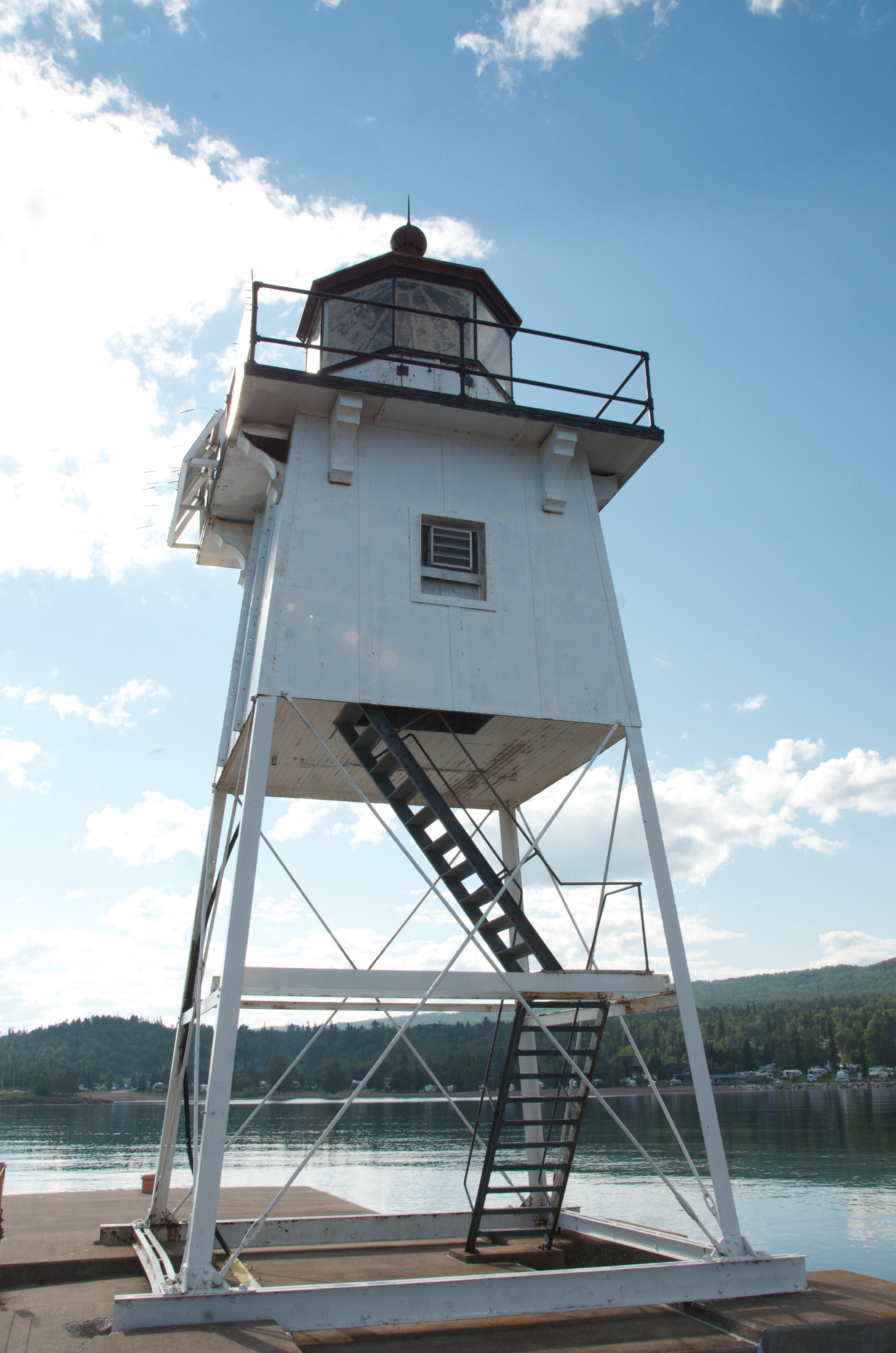
Le phare
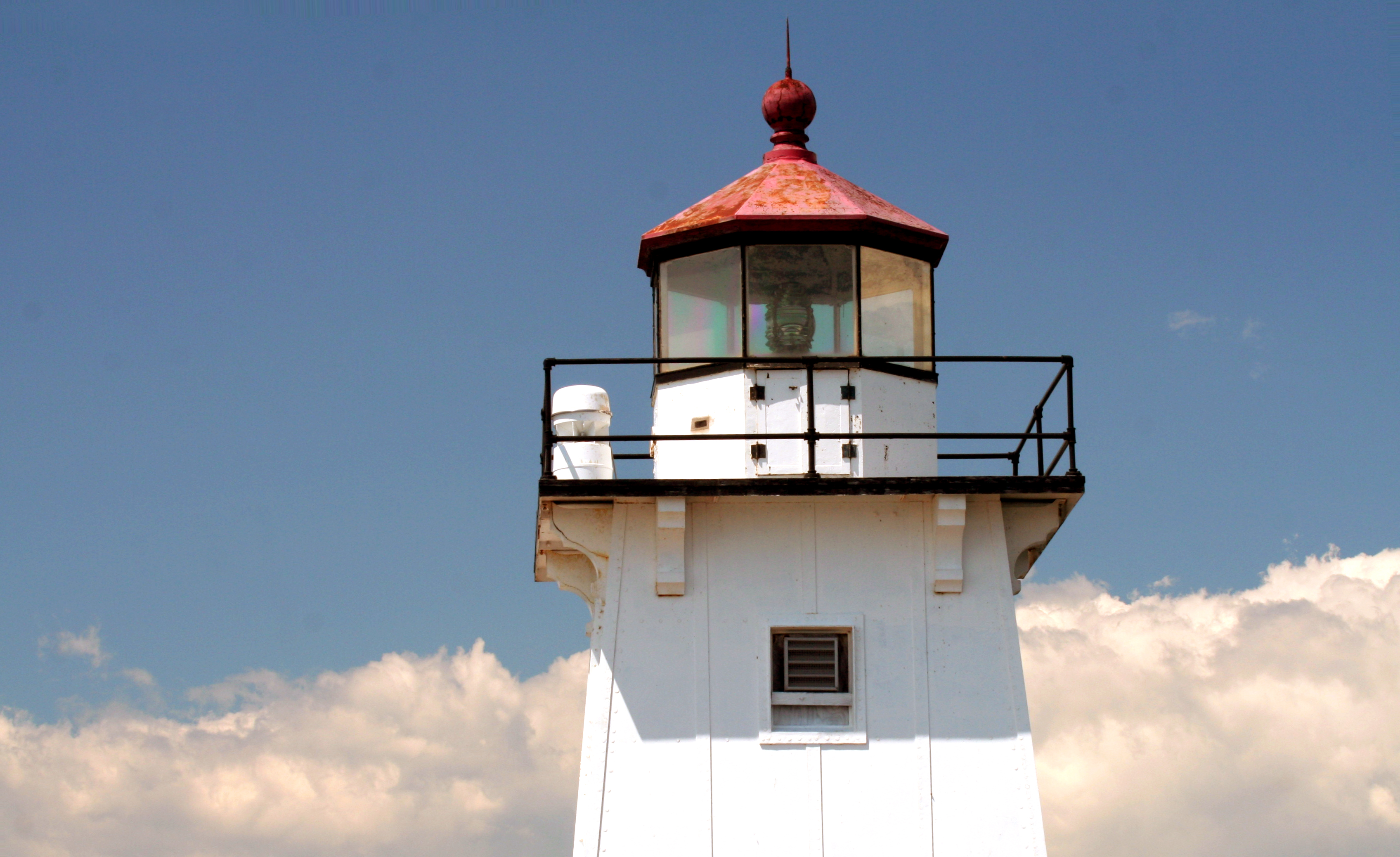
La lanterne

### Lien connexe
- Liste des phares au Minnesota